# Flageolett (spelteknik)

Flageoletter vid gitarrstämning.

Flageolett är en spelteknik på musikinstrument, som syftar till att dela upp den vibrerande ljudkällan (vanligen en sträng eller en luftpelare i ett blåsrör) i två eller flera svängningsbukar. Detta sker genom att man hittar en nod. Resultatet blir en ton som finns i grundtonens övertonserie.

## Tekniker

### Stränginstrument
På de flesta stränginstrument kan man erhålla flageoletter genom att vidröra strängen på jämna bråkdelar av längden utan att trycka ner eller stoppa den. Beröringens syfte är att hindra de deltoner som har en buk i denna punkt. På en knäppt sträng får man bäst klang om beröringen bara varar under själva anslaget och om man knäpper i en punkt som ska ha en buk. Alla tänkbara noder ger dock inte effektiva flageoletter, och vissa är svårare att frambringa än andra, varför det kan ta ett tag att lära sig var flageoletterna "finns". De enklaste är de som klingar på andra, tredje och fjärde partialtonen (en oktav respektive oktav och kvint respektive två oktaver upp), och alltså spelas genom att röra strängen på mitten, på en tredjedels eller fjärdedels längd. I de två senare fallen spelar det ingen roll om man rör strängen på övre eller nedre delen av greppbrädet, den andra noden uppstår automatiskt. Vilka flageoletter som ger effektiva ljud skiljer också mellan instrument och strängtyp.
Man kan skapa flageoletter på ett piano genom att preparera det, eller öppna flygellocket och röra vid noden försiktigt.
På både stråkinstrument och gitarrliknande instrument skiljer man på flageoletter som erhålls på lösa och stoppade strängar. De förra kallas naturliga flageoletter och de senare för konstflageoletter.

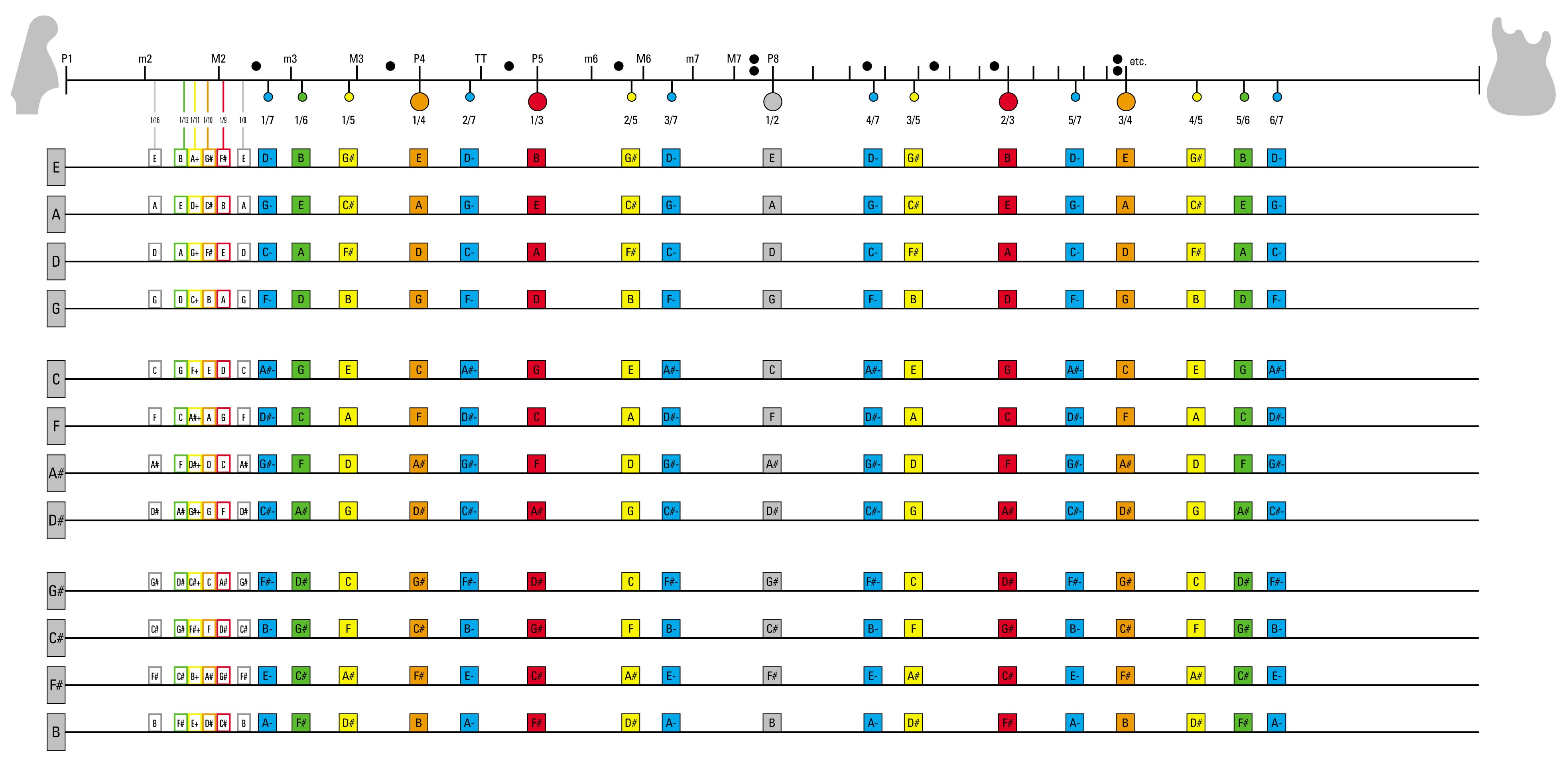

#### Notation
Konstflageoletter noteras oftast med hjälp av tre olika nothuvuden. Stoppgreppet noteras med ett runt (vanligt) nothuvud, och flageolettgreppet med ett fyrkantigt nothuvud. På grund av övertonseriens sammansättning kommer flageolettgreppet nästan alltid att ligga inom en oktavs omfång ovanför stoppgreppet, varför de två greppen ofta kan tas med samma fingersättning som ett vanligt dubbelgrepp. Ofta skriver man också ut den faktiska klingande tonen med ett förminskat nothuvud inom parentes.
Naturliga flageoletter noteras idag ofta på samma sätt, men kan också skrivas genom en liten cirkel ovanför tonen på öppen sträng. Detta notationssätt preciserar dock inte vilken flageolett som eftersöks, men vanligen underförstås den enklast möjliga.

### Träblåsinstrument
På träblåsinstrument erhålls flageoletter genom förändringar i embouchuren eller genom att använda alternativa grepp.

### Brassinstrument
Brassinstrument spelar nästan hela tiden på flageoletter, varför sådana inte noteras.